# Franz Gürtner
Franz Gürtner (Ratisbona, 26 agosto 1881 – Berlino, 29 gennaio 1941) è stato un politico tedesco.

## Biografia
Figlio di un macchinista ferroviere, si laureò in giurisprudenza a Monaco di Baviera e prese parte alla prima guerra mondiale, combattendo in Francia ed in Palestina e ricevendo due Croci di Ferro al valor militare.
Al termine del conflitto praticò l'attività forense diventando celebre nel suo campo e l'8 novembre del 1922 divenne Ministro della Giustizia del land di Baviera, sostenuto dal Partito Popolare Nazionale Tedesco. Conservò tale incarico fino al 1932, allorché venne nominato Ministro della Giustizia tedesco dal Cancelliere Franz von Papen.
Uomo politico di estrema destra, difese Adolf Hitler dopo il fallito colpo di Stato del 1923 e persuase le autorità bavaresi a ritirare il divieto di ricostituzione del Partito Nazista. Ministro anche sotto Kurt von Schleicher, il Führer lo ricompensò per l'aiuto precedentemente accordatogli nominandolo ministro del suo governo nel 1933.
Pur essendo in disaccordo con gli aspetti più tragici e crudeli del nazismo, preferì non rinunciare al suo incarico istituzionale. In ogni caso Gürtner non era un feroce antisemita, e secondo alcuni storici non è un caso che Hitler abbia cominciato la soluzione finale del problema ebraico solo dopo il suo decesso.